# Représentations diplomatiques à Trinité-et-Tobago

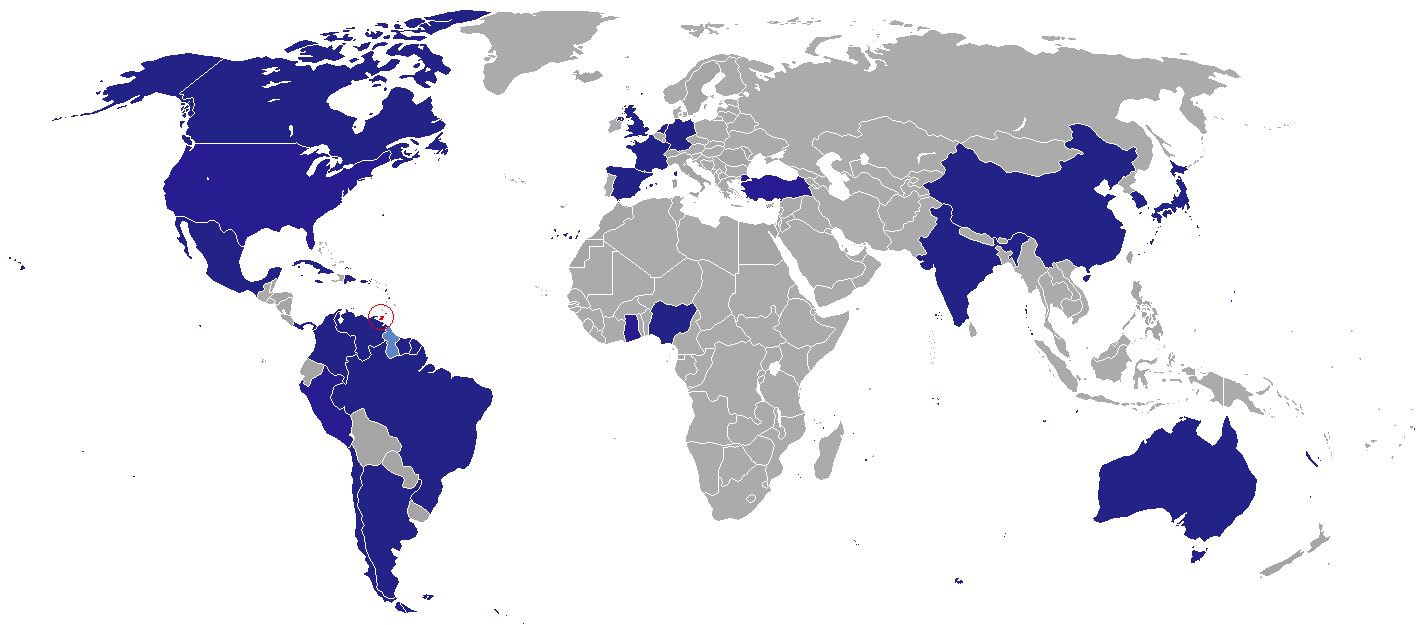
Carte des représentations diplomatiques à Trinité-et-Tobago

Voici une liste des représentations diplomatiques à Trinité-et-Tobago. Il y a actuellement 31 ambassades et hauts-commissariats à Port-d'Espagne.

## Ambassades et Hauts-Commissariats à Port-d'Espagne

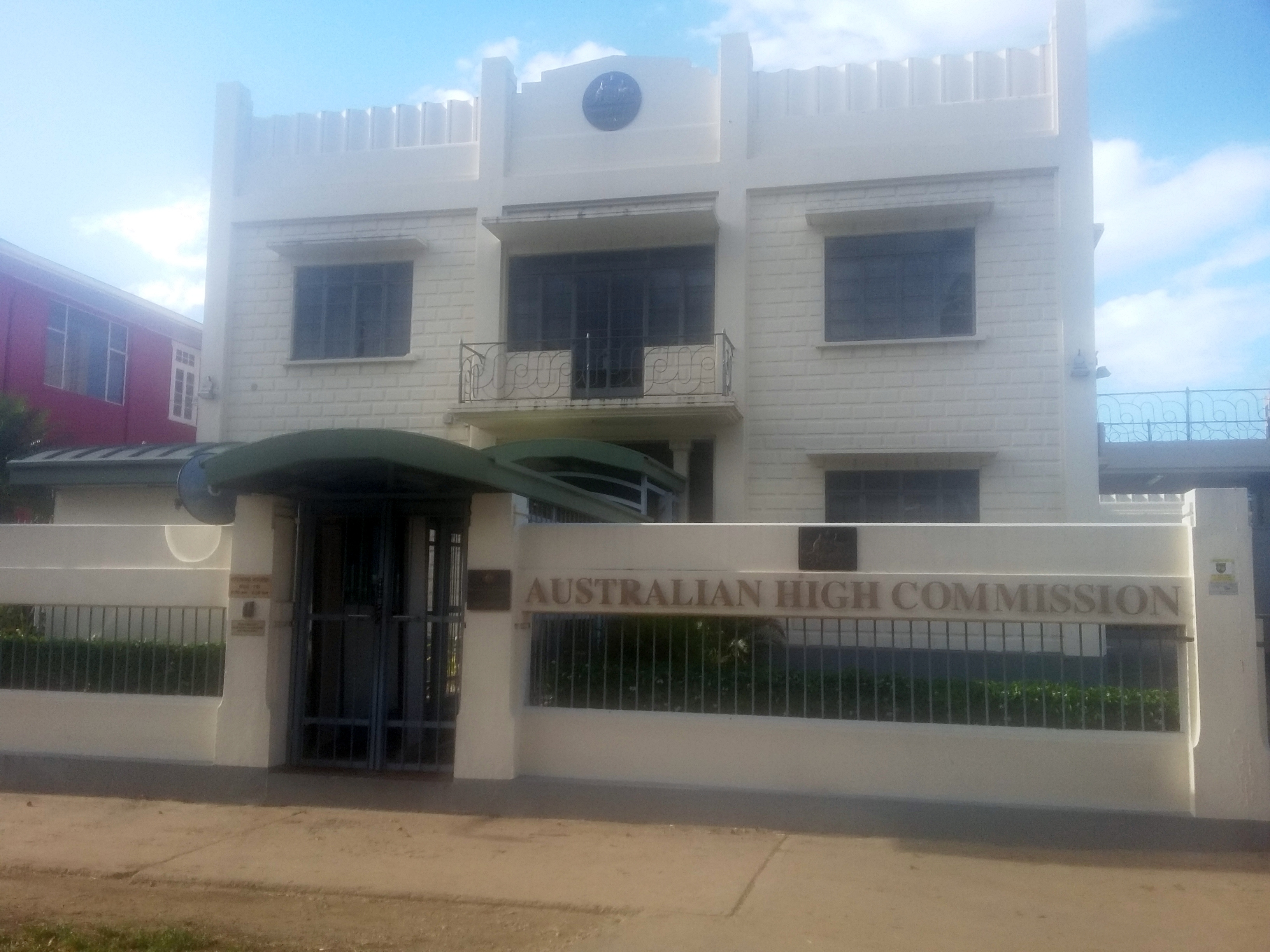
Haut-commissariat d'Australie à Port-d'Espagne

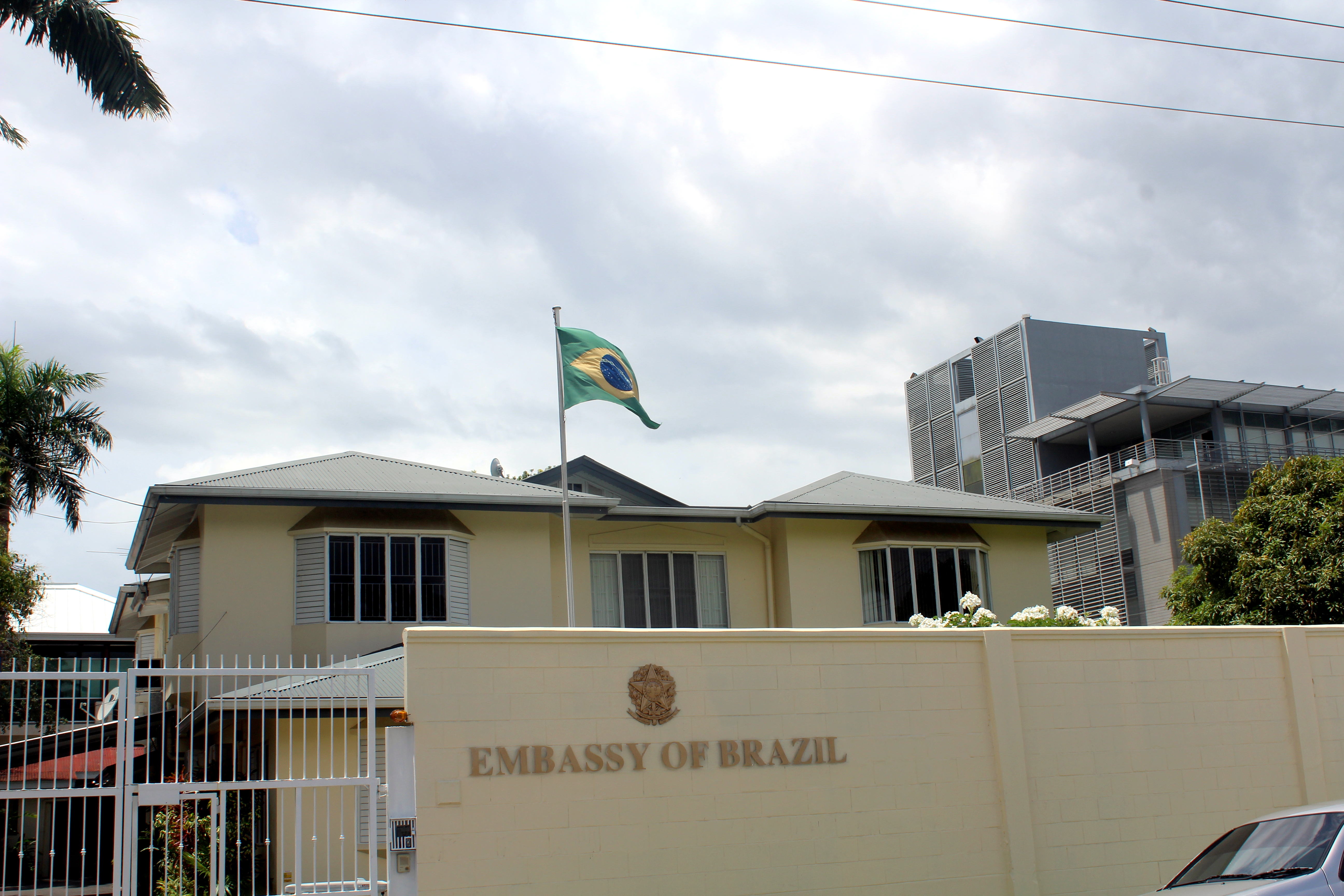
Ambassade du Brésil à Port-d'Espagne

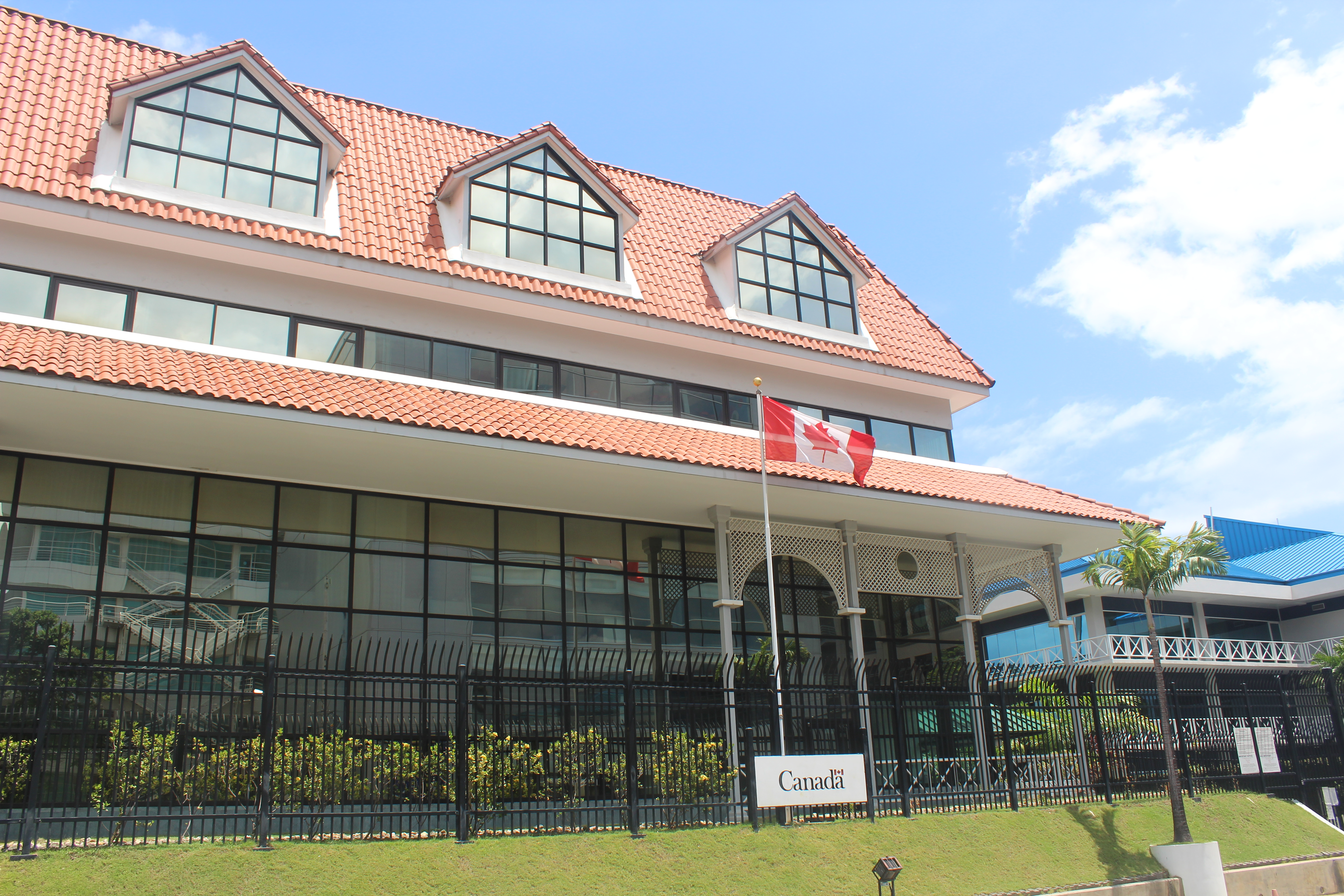
Haut-commissariat du Canada à Port-dEspagne

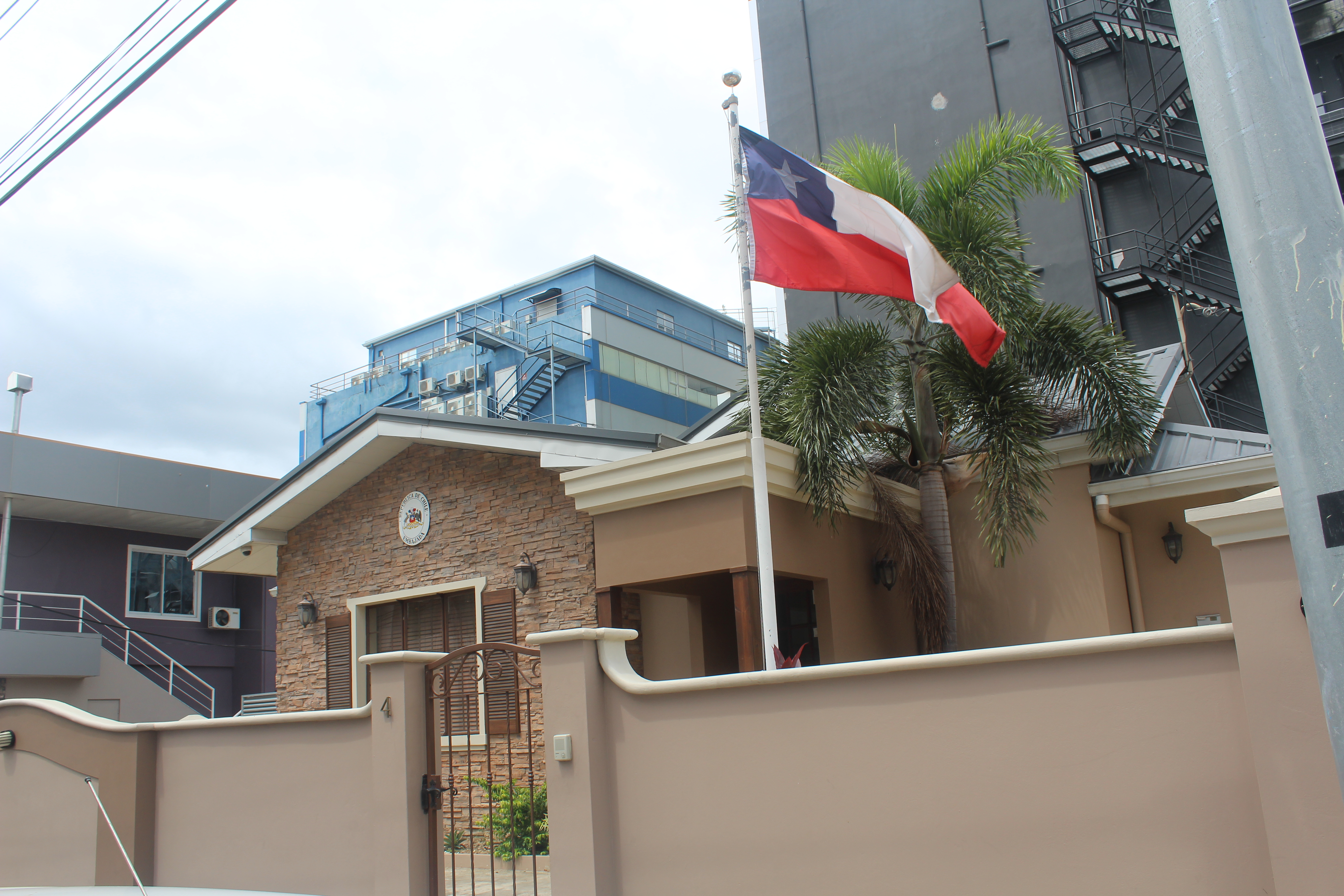
Ambassade du Chili à Port-d'Espagne

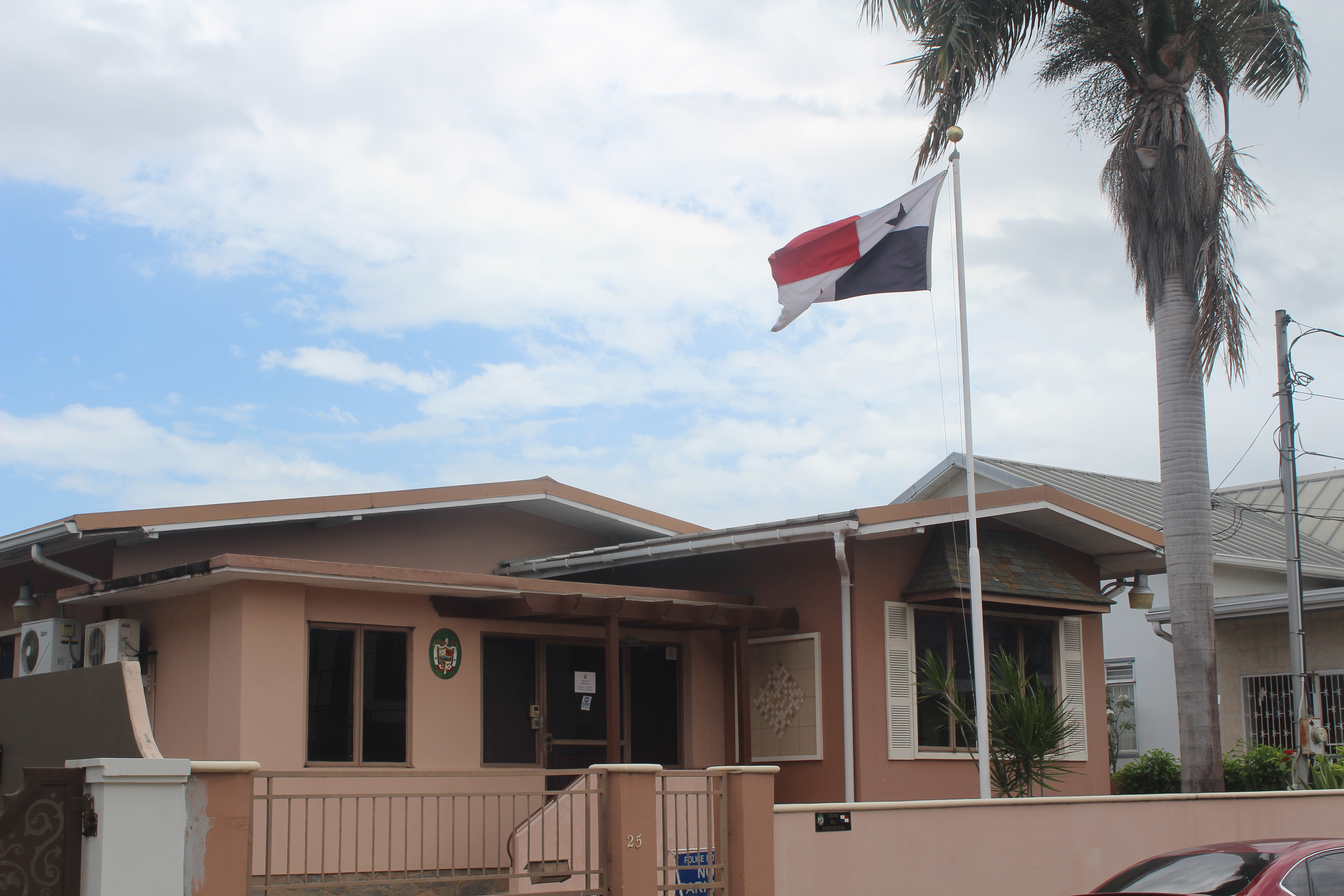
Ambassade du Panama à Port-d'Espagne

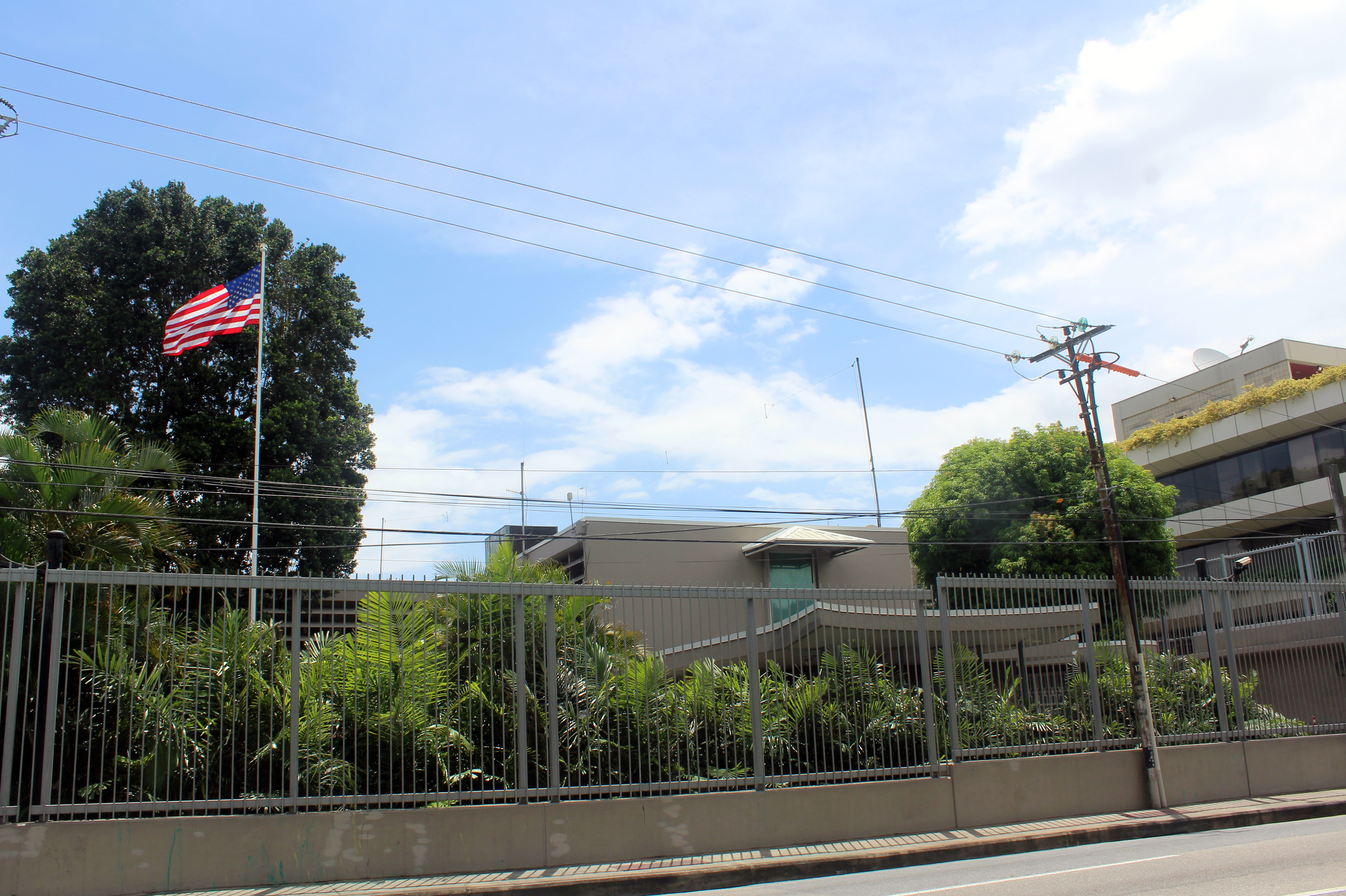
Ambassade des États-Unis à Port-d'Espagne

| - Afrique du Sud - Allemagne - Argentine - Australie - Brésil - Canada - Corée du Sud - Chili - Chine - Colombie - Cuba - Espagne - États-Unis - France - Guatemala - Guyana | - Inde - Jamaïque - Japon - Mexique - Nigeria - Panama - Pays-Bas - Pérou - République dominicaine - Royaume-Uni - Salvador - Suriname - Turquie - Vatican - Venezuela |

## Ambassades et hauts-commissariats non-résidents

### Bogota
- Autriche

### Brasilia
- Bulgarie[1]
- Croatie[2]
- Tanzanie[3]

### Bridgetown
- Nouvelle-Zélande

### Caracas
- Arabie saoudite
- Grèce
- Indonésie
- Italie
- Malaisie
- Paraguay
- Pologne
- Portugal
- Roumanie
- Suisse
- Uruguay

### Georgetown
- Russie

### La Havane
- Laos
- Norvège
- Slovaquie
- Yémen

### New York
- Chypre
- Irlande
- Maldives

### Mexico
- Danemark
- République tchèque

### Ottawa
- Thaïlande
- Zambie

### Stockholm
- Suède

### Washington
- Botswana[4]
- Philippines
- Serbie[5]
- Sierra Leone[6]
- Ukraine[7]